# Jaskulin
Jaskulin (deutsch: Möhnersdorf) ist ein Ort in der Landgemeinde Dobromierz im Powiat Świdnicki der Woiwodschaft Niederschlesien in Polen.

## Lage
Jaskulin liegt etwa vier Kilometer südöstlich von Dobromierz (Hohenfriedberg), 13 Kilometer westlich von Świdnica (Schweidnitz) und 61 Kilometer südwestlich von Breslau an der Staatsstraße DK 34, die die Städte Dobromierz und Świebodzice (Freiburg in Schlesien) verbindet.

## Geschichte
1369 ist der Ort ersterwähnt, u. a. als Meynhartsdorff. Am 24. August 1408 findet die Ortschaft eine Erwähnung in einer alten Lehensurkunde im Zusammenhang des Verkaufs des Zeiskenschlosses nebst Zubehör an Zander von Grunau. Im Dorf entwickelte sich später ein Rittergut, vormals als gutsherrliches Vorwerk geführt, welches lange als eigenständiger Ort in Form eines Gutsbezirkes bestand. Möhnersdorf gehörte ab etwa 1741 zum Kreis Bolkenhain, bis 1818 Bolkenhain-Landeshut genannt.
Von 1850 bis 1854 lebte Friedrich Wilhelm Brendel im Ort, als Lehrer. Er war ebenso als Literat tätig und veröffentlichte Bücher. 1857 war Oberamtmann Strach Gutsbesitzer. 1862 war Strach als Oberleutnant und Gutsherr genannt und sogleich Schiedsmann. Ende des 19. Jahrhunderts war Paul Schabe örtlicher Gutsbesitzer. Dann folgten seine Erben.
1900 lebten im Ort 107 Menschen und im Gutsbezirk 74 Personen. Nach einem Kommunalgesetz vom 27. Dezember 1927 wurde ab 1928/1929 in Preußen die bis dorthin juristisch eigenständigen Gutsbezirke in die Landgemeinden eingegliedert. An den fiskalischen, kirchlichen und privaten Besitzverhältnissen änderte sich dadurch nichts.
Letzter Gutsbesitzer, bereits vor 1936, war der Diplomat Baron Gisbert von Romberg, verheiratet mit Gabriele Berta Agnes von Diergardt (1878–1924). Der Baron (Freiherr) war gemeinsam mit seiner Tochter Imma Freiin von Romberg (1909–1941) und den beiden Adoptivkindern Gisbert L. F. D. von Klitzing Freiherr von Romberg (1911–1941) und Vera M. B. von Klitzing Freiin von Romberg (1913–1944) Gutseigentümer. Das Rittergut beinhaltete 1937 etwa 379 ha, davon waren 93 ha Acker und 111 ha Forsten. Den Gutsbetrieb leiteten Förster Heinrich und Gärtner Müller.

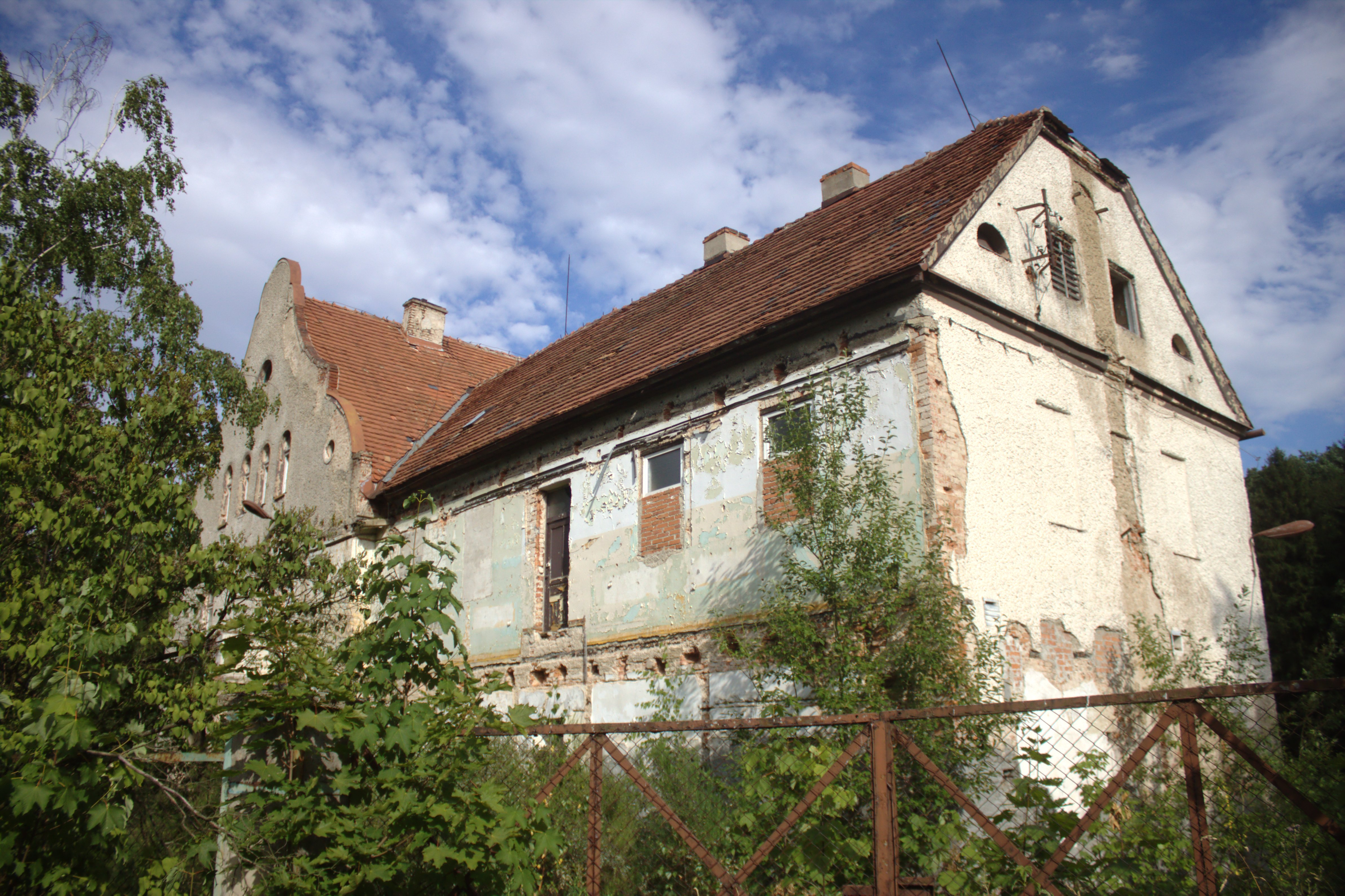
Gutsschloss Möhnersdorf/Jaskulin. Zustand am 6. Juli 2019.

Bis 1945 war Möhnersdorf ein Ort im Landkreis Jauer des Regierungsbezirks Breslau in der preußischen Provinz Niederschlesien. 1945 fiel der Ort an Polen und wurde in Jaskulin umbenannt.
Von 1975 bis 1998 gehörte Jaskulin zur Woiwodschaft Wałbrzych (deutsch Waldenburg).

## Sehenswürdigkeiten
- Schloss Möhnersdorf (teils entk. Baukörper)[13][14]